# Valle dell'Ombrone
La Valle dell'Ombrone è la valle costituita dal fiume Ombrone, che si estende nella provincia di Grosseto, dopo che il fiume ha attraversato la parte meridionale delle Colline del Chianti e la zona delle Crete senesi lungo il suo tratto iniziale. Comprende anche i dolci rilievi collinari che si elevano attorno al corso del fiume e ne delimitano lo spartiacque orografico, tra i quali anche l'area collinare de "I Triboli" dove sorgono i famosi cipressi di San Quirico d'Orcia.

## Origine del nome
Potrebbe derivare dagli Umbri, che secondo alcuni storici antichi, abitavano parte della Toscana fino all'arrivo degli Etruschi. Così sarebbe anche per il torrente Ombrone in Provincia di Pistoia.

## Geografia
L'intera area geografica confina a nord con le Colline del Chianti, a est con la Val d'Orcia (ove ingloba la parte terminale del fiume Orcia) e con il cono vulcanico del Monte Amiata, a sud-est si inoltra nelle Colline dell'Albegna e del Fiora, a sud-ovest si apre nella Maremma grossetana, mentre a ovest il territorio è in continuità con la sponda sud-orientale delle Colline Metallifere a sud e con le Crete Senesi a nord.
In provincia di Siena la valle interessa i territori comunali di Castelnuovo Berardenga, Rapolano Terme, Asciano, Buonconvento, Murlo e Montalcino, mentre la valle si spinge parzialmente fino all'estremità settentrionale del territorio comunale di San Quirico d'Orcia. In provincia di Grosseto il fiume Ombrone segna inizialmente il confine con il territorio di Montalcino (SI), per poi attraversare i comuni di Civitella Paganico, Cinigiano, Campagnatico, Scansano e Grosseto, prima di sfociare nel Mar Tirreno presso Bocca d'Ombrone (Grosseto). L'area grossetana comprende gli interi territori dei tre comuni della provincia, la località di Montenero d'Orcia nel comune di Castel del Piano e le località di Istia d'Ombrone, Grancia, Batignano e Montepescali nel comune di Grosseto. 
I paesaggi alternano vegetazione fluviale lungo i corsi d'acqua, boschi di macchia mediterranea (versanti esposti a sud) e vaste aree assolate dove cipressi e sughere (nell'area grossetana) ombreggiano le strade e segnano i confini tra i vari poderi; nella parte orientale del territorio comunale di Cinigiano, si estendono i primi castagneti secolari verso il Monte Amiata.
Nell'ultimo tratto prima della foce, il fiume Ombrone attraversa la piana grossetana, vasta zona pianeggiante nel cuore della Maremma.

### Sorgenti termali
A cavallo tra le province di Grosseto e Siena, lungo il corso del torrente Farma che segna il limite tra i due territori provinciali, si trovano le Terme di Petriolo, fruibili sia liberamente lungo il torrente che presso strutture attrezzate.

### Clima
La Valle dell'Ombrone presenta temperature medie simili a quelle della Maremma grossetana, ma con escursioni termiche giornaliere ed annue più accentuate per il minor influsso marittimo e la presenza di caratteristiche continentali.
Le precipitazioni minime si registrano nell'area tra Cinigiano, Porrona e il corso dell'Orcia, con valori di poco superiori ai 600 mm annui, irregolarmente distribuiti nell'arco dell'anno ma con leggera prevalenza autunnale, che si contrappone ad un'accentuata siccità estiva; precipitazioni più intense si registrano invece nella zona di Civitella Paganico e sui rilievi di maggiore altitudine, con valori attorno agli 800–900 mm annui, che si raggiungono grazie agli apporti autunnali, primaverili e ai brevi ma intensi temporali termo-convettivi pomeridiani o serali della stagione estiva. 
Nella tabella sottostante sono riportati i dati climatici medi relativi al trentennio 1951-1980, forniti da alcune stazioni facenti capo al servizio idrologico. 
| Località             | latitudine | altitudine       | temperatura media annua | precipitazioni medie annue | media di riferimento |
| Montalcino           |            | 564 metri s.l.m. | 12,6 °C                 | 856 mm                     | 1951-1980            |
| Sant'Angelo in Colle |            | 443 metri s.l.m. | 13,2 °C                 | 753 mm                     | 1951-1980            |
| Monte Amiata Scalo   |            | 196 metri s.l.m. | 14,4 °C                 | 741 mm                     | 1951-1980            |
| Pari                 |            | 363 metri s.l.m. | 13,6 °C                 | 926 mm                     | 1951-1980            |
| Monte Antico         |            | 76 metri s.l.m.  | 14,7 °C                 | 828 mm                     | 1951-1980            |
| Cinigiano            |            | 324 metri s.l.m. | 13,8 °C                 | 711 mm                     | 1951-1980            |
| Paganico             |            | 71 metri s.l.m.  | 14,7 °C                 | 873 mm                     | 1951-1980            |
| Granaione            |            | 84 metri s.l.m.  | 14,7 °C                 | 731 mm                     | 1951-1980            |
| Batignano            |            | 173 metri s.l.m. | 14,6 °C                 | 750 mm                     | 1951-1980            |
| Poggio Cavallo       |            | 15 metri s.l.m.  | 15,0 °C                 | 667 mm                     | 1951-1980            |

## Luoghi di interesse

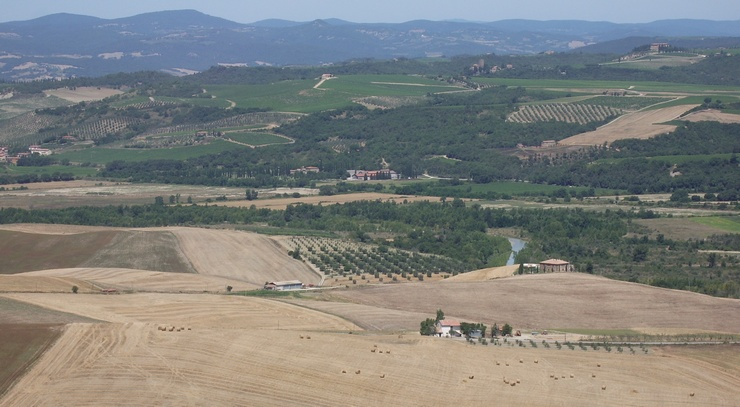
La Val d'Orcia tra le province di Grosseto (in basso) e Siena (in alto)

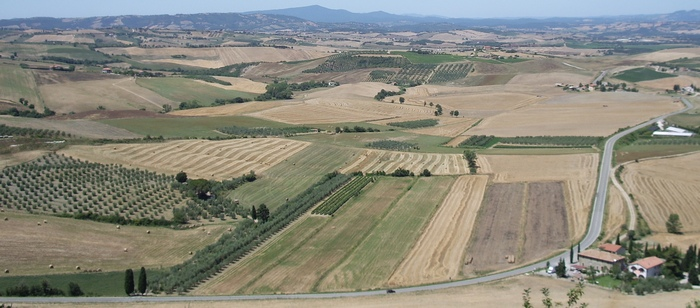
La Val d'Orcia grossetana che si apre verso la
Valle dell'Ombrone vista da Montenero d'Orcia

### Area senese

#### Borghi medievali
- Castelnuovo Berardenga
- Asciano
- Buonconvento
- Murlo
- Montalcino

### Area grossetana

#### Borghi medievali
- Civitella Marittima (frazione del comune di Civitella Paganico) si trova su un'altura a nord di Paganico. Sede di un antico insediamento etrusco, sorto come borgo intorno all'anno 1000, conserva le mura medioevali e alcuni palazzi e chiese edificati a partire dal XV secolo.
- Paganico (frazione di Civitella Paganico), sorse per volontà di Siena alla fine del XIII secolo e conserva gran parte delle mura e la chiesa di San Michele Arcangelo, con un ciclo di affreschi trecenteschi di scuola senese.
- Pari (frazione di Civitella Paganico), conserva il caratteristico aspetto medioevale e fu brevemente comune autonomo (1806-1815 e 1920-1926).
- Casal di Pari (frazione di Civitella Paganico) fu un piccolo borgo rurale, probabilmente originario del XII secolo.
- Cinigiano (comune), sorto nel XII secolo, conserva chiese del XV e XVI secolo.
- Sasso d'Ombrone, frazione di Cinigiano, in passato "Sasso di Maremma", conserva resti del castello medioevale ed era sede di una commenda dei Cavalieri di Malta. Fuori dal paese si trova il Santuario della Madonna del Soccorso, ricostruito nell'Ottocento.
- Monticello Amiata sorto intorno al 1000 come castello dell'abbazia di San Salvatore al Monte Amiata, di cui si conservano alcuni resti. Vi sorgono chiese cinquecentesche e un museo etnografico ("Casa Museo"). Nei pressi si trovano una cappella dedicata alla Madonna del Lampino e il santuario della Madonna di Val di Prata.
- Montenero d'Orcia (frazione del comune di Castel del Piano si trova nella parte terminale della Val d'Orcia, poco prima della confluenza del fiume Orcia nell'Ombrone. Sorto intorno all'anno 1000 apparteneva anch'esso all'Abbazia di San Salvatore al Monte Amiata. Conserva tratti della cinta muraria e un'antica cisterna. Vi si trova la pieve di Santa Lucia, che conserva un Crocifisso frammentario di Ambrogio Lorenzetti e il "Museo della Vite e del Vino".
- Campagnatico (comune), sorto sempre intorno al 1000 e appartenente all'Abbazia di San Salvatore al Monte Amiata, fu sede dell'uccisione di Umberto degli Aldobrandeschi, citato nella Divina Commedia. Conserva la "Torre della Rocca" in cima al paese, un pozzo cisterna, la duecentesca pieve di San Giovanni Battista, che riutilizza come campanile una delle torri della cinta muraria, e altre chiese medioevali.
- Montorsaio: (frazione del comune di Campagnatico), sorto presso antiche miniere di argento e piombo, conserva i resti dell'antico "Cassero Senese" e una chiesa di origini medioevali.
- Istia d'Ombrone (frazione del comune di Grosseto), sorto come castello dei vescovi di Roselle Grosseto nel IX secolo conserva resti della cinta fortificata e chiese medioevali.
- Batignano (frazione del comune di Grosseto), castello medioevale, conserva la cinta muraria, il "Palazzo di Giustizia", il "Loggiato" e la "pieve di San Martino, in origine all'esterno dell'abitato.
- Montepescali (frazione del comune di Grosseto), sorta nell'alto medioevo sulla cima di un colle, ha il soprannome di "Terrazzo della Maremma", conserva la cinta muraria con un bastione cinquecentesco e diversi edifici e chiese medioevali.

#### Castelli, ville e fattorie
- Castello di Casenovole (nel territorio comunale di Civitella Paganico).
- Castello di Monte Antico (nel comune di Civitella Paganico, poco a sud del precedente).
- Castellaraccio di Monteverdi (nel comune di Civitella Paganico)
- Castello di Porrona (nel comune di Cinigiano).
- Castiglioncello Bandini (nel comune di Cinigiano, ai limiti della riserva naturale Poggio all'Olmo.
- Castello di Colle Massari (nel comune di Cinigiano, tra le località di Sasso d'Ombrone, Poggi del Sasso e Campagnatico).
- Castello di Vicarello (nel comune di Cinigiano, nel cuore della foresta di San Martino, non lontano dalla fattoria di Colle Massari.
- Castello di Monte Cucco (nell'area sud-occidentale del comune di Cinigiano, attualmente tenuta omonima.
- Castello di Stertignano (nella parte sud-occidentale del territorio comunale di Campagnatico) si trova non lontano dalla località di Marrucheti ed è noto anche con la denominazione di Castello di Fondona.
- Colonne della Sabatina (all'estremità sud-orientale del territorio comunale di Campagnatico) sorgono non lontano dalla località di Baccinello nelle vicinanze della Fattoria della Sabatina; vennero citate da Dante nella Divina Commedia (Inferno, XII) come luogo in cui si rifugiò Guido di Montfort durante il processo che lo vedeva imputato per l'assassinio di Enrico di Inghilterra.
- Tino di Moscona (all'estremità nord-orientale del territorio comunale di Grosseto) si trova sulla cima dell'omonimo poggio che domina l'area archeologica della città etrusco-romana di Roselle; secondo alcuni documenti di epoca medievale, in questo luogo sarebbe dovuta essere stata ricostruita la città di Grosseto dopo il completo abbandono di Roselle ma la zona venne abbandonata dopo che i Senesi riuscirono ad espugnarla.
- Fattoria della Grancia, antico monastero benedettino situato su un poggio che si eleva sopra il fiume Ombrone a sud-est della città di Grosseto. Al suo interno ha sede l'Archivio della Riforma Fondiaria.

#### Siti di interesse archeologico
- Vicus di Podere Cannicci (comune di Civitella Paganico)
- Santuario di Diana Umbronensis (comune di Grosseto)
- Città di Rusellae (comune di Grosseto)

#### Abbazie e monasteri
- Abbazia di San Lorenzo al Lanzo, nota anche come Badia Ardenghesca, si trova nel comune di Civitella Paganico a valle dell'abitato di Civitella Marittima, nei pressi del torrente Lanzo dal quale prende il nome. Nei pressi dell'abbazia, monastero di famiglia dei conti Ardengheschi, sorgeva l'antico Castello di San Lorenzo.
- Convento di San Benedetto alla Nave (nel territorio comunale di Campagnatico) si trova nei dintorni della località di Montorsaio.
- Convento di Santa Croce (nel territorio comunale di Grosseto) sorge poco fuori dall'abitato di Batignano.
- Cappella di Santa Maria a Grancia (nel territorio comunale di Grosseto) si trova su una modesta altura nei pressi del fiume Ombrone a sud della città; in epoca medievale vi sorgeva un antico monastero benedettino trasformato successivamente in fattoria fortificata. Convento e la fattoria vennero abbandonati nel corso della seconda metà del Settecento e, nell'Ottocento, la tenuta passò ai baroni Ricasoli che introdussero l'appoderamento e ristrutturarono la fattoria secondo lo stile rurale fiorentino. Dell'antico complesso religioso rimane la settecentesca Cappella di Santa Maria, piccola chiesa preceduta da un portico a tre archi. All'interno si conservano decorazioni trompe-l'oeil e due opere cinquecentesche.
- Romitorio di Santa Maria Maddalena (nel territorio comunale di Grosseto) sorge fuori dall'abitato di Montepescali e si presenta sotto forma di ruderi. L'antico complesso monastico sorse in epoca medievale ed appartenne ai Guglielmiti. La chiesa si presenta in stile romanico ma sono evidenti i segni di interventi in epoche successive. L'abbandono del complesso religioso avvenne agli inizi del Settecento.